# Soyuz MS-08
Soyuz MS-08 es un vuelo espacial Soyuz lanzado el 21 de marzo de 2018 mediante un cohete Soyuz-FG. Transportó a tres miembros de la tripulación de la Expedición 55 hacia la Estación Espacial Internacional. MS-08 fue el vuelo número 137 de una nave espacial Soyuz. Regreso a la tierra el 4 de octubre de 2018.

## Tripulantes
| Puesto               | Miembros de la tripulación                         | Miembros de la tripulación                         |
| -------------------- | -------------------------------------------------- | -------------------------------------------------- |
| Comandante           | Oleg Artemyev, RSA Expedición 55 Segundo vuelo     | Oleg Artemyev, RSA Expedición 55 Segundo vuelo     |
| Ingeniero de Vuelo 1 | Richard R. Arnold, NASA Expedición 55 Primer vuelo | Richard R. Arnold, NASA Expedición 55 Primer vuelo |
| Ingeniero de Vuelo 2 | Andrew J. Feustel, NASA Expedición 55              | Andrew J. Feustel, NASA Expedición 55              |